# Světový rok fyziky 2005
Rok 2005 byl mezinárodní unií čisté a aplikované fyziky (IUPAP) vyhlášen jako světový rok fyziky. Tuto deklaraci podpořilo také mnoho dalších organizací, včetně UNESCO, které na svém 32. generálním shromáždění přijalo rezoluci podporující tuto iniciativu.

## Motivace
Všeobecné povědomí o fyzice a její důležitosti pro každodenní život klesá. Počet studentů fyziky se dramaticky snižuje. Fyzika však hraje důležitou roli nejen ve vědeckém a technickém rozvoji, ale má také ohromný dopad na společnost. Proto společenství fyziků cítí, že je třeba zvýšit zájem veřejnosti o fyziku a její aplikace.
V roce 1905 vytvořil Albert Einstein své legendární články, které se staly základem tří důležitých fyzikálních oblastí: teorie relativity, kvantová teorie a teorie Brownova pohybu. Světový rok fyziky poskytuje možnost oslavit 100. výročí tohoto zázračného roku, přičemž bezpochyby značná pověst Alberta Einsteina jako nejslavnějšího fyzika bude sloužit pro upoutání veřejného zájmu.

## Cíle
V rámci světového roku fyziky je plánováno mnoho akcí, které pomohou fyziku propagovat. Mezi nimi např. vydání populárně naučných knih, přednášky pro veřejnost, popularizační projekty (např. Světelný paprsek okolo Země), soutěže pro studenty, vědecké konference, vydání poštovní známky a obálky prvního dne (25. května 2005) atd.